# Світло в серпні

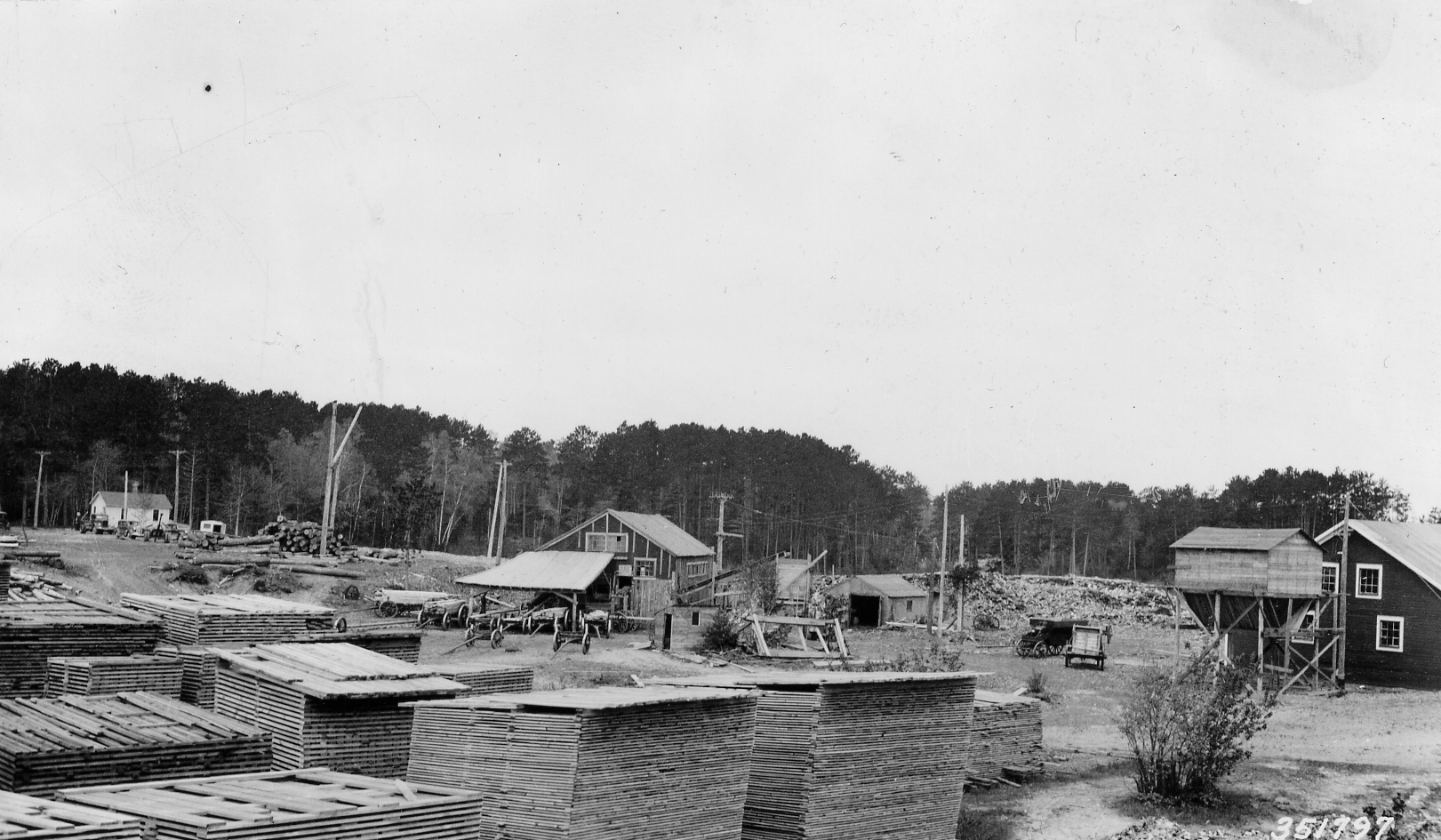
Лісопильня Ф. Г. Рейзена, типова у США 1930-х років, Може слугувати ілюстрацією описаної у творі.

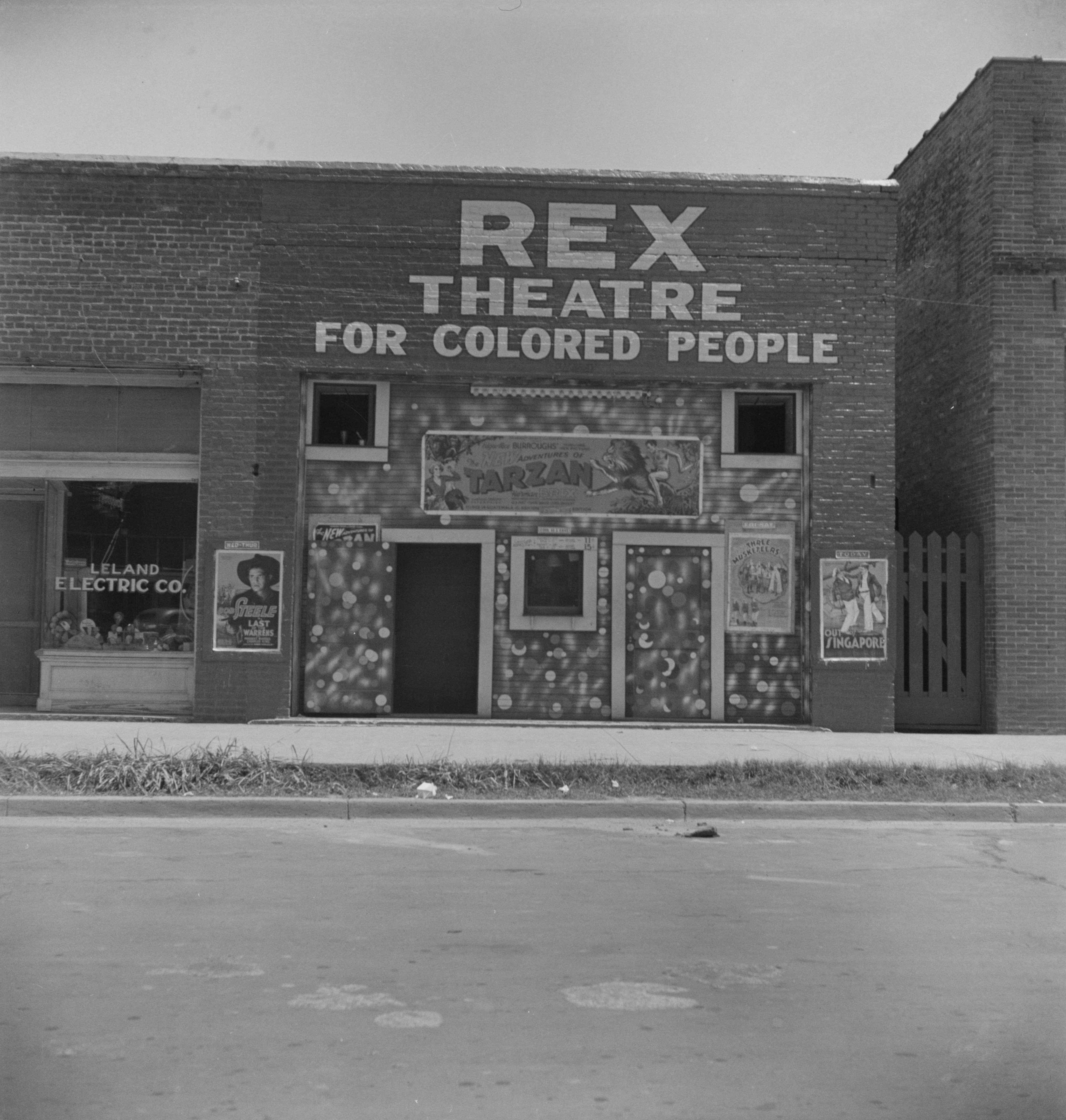
Segregated movie theater in Leland, Mississippi in 1937, a result of de jure segregation of black and white people in the South; Joe Christmas lives between the two racially-segregated societies.

«Сві́тло в се́рпні» (в оригіналіангл. Light in August) — роман Вільяма Фолкнера 1932 року, написаний у стилі модернізму та південної готики.

## Зміст
Дія твору відбувається в часовому проміжку між Першою та Другою світовою війною. В його центрі — історія двох незнайомців, які прибувають в різний час до Джефферсона, округ Йокнапатофа, штат Міссісіпі, вигадане місце, за основу якого взята батьківщина Фолкнера, Лафаєт-Каунті, штат Міссіссіпі. Спочатку сюжет зосереджений на Ліні Гроув, молодій вагітній білій жінці з Алабами, яка шукає батька своєї очікуваної дитини, а потім переходить до життя Джо Крістмаса, що оселився в Джефферсоні й вважається білим, але сам таємно вважає, що має негритянське коріння. Після серії спогадів про раннє життя Крістмаса, сюжет поновлюється на життя і роботу Лукаса Берча, батька дитини Ліни, який втік від неї до Джефферсона і змінив своє ім'я, коли дізнався, що Ліна вагітна. Жінка на чиїй території проживали Крістмас і Берч, Джоанна Берден, нащадок аболіціоністів (по місцевому — Янки) ненависних громадянами Джефферсона, виявляється вбитої. Берча виявляють на місці злочину і він розповідає, що Крістмас мав з нею романтичні стосунки, і що він має негритянські коріння, маючи на увазі тим самим, що Крістмас винен у її вбивстві. У той час коли Берч сидить у в'язниці в очікуванні своєї нагороди за піймання Крістмаса, Байрон Банч, місцевий холостяк, закохується в Ліну. Банч шукає допомоги у місцевого ізгоя, опального екс-священика Гейла Гайтавера, щоб організувати пологи Ліни і захистити Крістмаса від лінчування. Гайтавер приймає пологи, але відмовляється захищати Крістмаса, проте Крістмас намагається сховатися в будинку Гайтавера, але його наздоганяє і вбиває місцевий військовий, після чого каструє Крістмаса. Берч їде з міста без нагороди, і роман закінчується тим, що анонімний торговець розповідає своїй дружиніи про пару автостопщиків яких він підібрав на дорозі в Теннессі — жінка з дитиною і чоловіком, який не був батьком дитини, пара продовжувала пошуки батька дитини.
У вільному, неструктурованому модерністському оповіданні, яке спирається на християнські алегорії і на традицію усної народної розповіді, Фолкнер розглядає теми раси, статі, класів і релігії на американському Півдні. Зосередивши увагу на невдахах, злочинцях, ізгоях, або й інших маргіналізованими членах суспільства, він зображує зіткнення відчужених людей з пуританською, упередженою сільською громадою. Перші думки про роман був змішаними; деякі рецензенти критикували і стиль Фолкнера і його тематику. Проте з плином часу роман стали вважати одним із найважливіших літературних творів Фолкнера і одним із найкращих романів ХХ століття англійською мовою.

## Персонажі

### Головні персонажі
- Ліна Гроув — молода жінка з Алабами. Прийшла до Джефферсона в пошуках Лукаса Берча — батька її дитини, яка от-от має народитися.
- Байрон Банч — старий парубок, що працює на тартаку в Джефферсоні. Закохується в Ліну, коли вона потрапляє на його робоче місце. Почувши в дорозі, що на джефферсонівському тартаку працює Банч, Ліна вирішила, що прізвище неправильно вимовили, а насправді йдеться про Лукаса Берча.
- Гейл Гайтавер — колишній священик із Джефферсона, приятель і наставник Байрона. Колись давно мусив відмовитися від священичої служби, коли виявилося, що його дружина їздила до Мемфіса на любовні побачення й там наклала на себе руки.
- Лукас Берч (Джо Браун) — молодик із Алабами, що спокусив Ліну й утік у далекий світ, дізнавшись від неї про її вагітність. Назвавшись Джо Брауном, влаштувався працювати чорноробом на тартаку — разом із Джо Крістмасом і Байроном Банчем. Оселився в околиці Джефферсона, в хатині на садибі Джоанни Берден, де вже проживав Джо Крістмас. На пару з цим новим приятелем Берч/Браун став бутлегер.
- Джо Крістмас — чоловік тридцяти трьох років, що приїхав до Джефферсона три роки перед розв'язком у романі. Мешкає в хатині, на території Джоанни Берден, і потайки має таємні сексуальні відносини з нею. Хоча він має світлу шкіру і є сиротою, не знаючи своїх справжніх батьків, він вважає, що його батько був афро-американського походження, і ця таємниця змусила його обрати долю знедоленого і мандрівника. Він працює на тартаку, до тих пір поки бутлегерство не починати приносити достатній прибуток.
- Джоанна Берден — єдина залишилася в живих з сімейства аболіціоністів приїхали в Джефферсон з Нової Англії, після Громадянської війни. Вона неодружена, живе одна в садибі на околиці Джефферсона, має таємні сексуальні стосунки з Джо Крістмасом. Вона була вбита, імовірно Крістмасом, відразу після чого її будинок був спалений.

### Другорядні персонажі
- Юф'юс «Док» Гайнз — дід Джо Крістмаса. Зразу після народження Джо підкидає його на поріг сиротинця, відтак стає кочегаром у цьому закладі, щоб стежити за хлопчиком. Пізніше, коли він чує, що Крістмас проходить за підозрою у вбивстві Джоани Берден, він їде в Джефферсон з дружиною і починає підбурювати людей до самосуду над Крістмасом.
- Місіс Гайнз — бабуся Джо Крістмас. Вона ніколи не бачила Крістмаса після ночі його народження і їде в Джефферсон, щоб протистояти спробам чоловіка організувати лінчування Крістмаса, бо вона хоче знову побачити його ще раз, перш ніж його засудять за вбивство.
- Міллі Гайнз — мати Крістмаса. Завагітніла після побачення з учасником мандрівногобродячого цирку, який, за її словами був мексиканцем. Вона вмирає при пологах, оскільки Юф'юс «Док» Гайнз відмовляється звернутися до лікаря для прийняття пологів.
- Мак-Ічерн — названий батько Крістмаса. Релігійний фанатик — методист, який намагається прищепити свою релігію усиновленій сироті Крістмас. Він не схвалює зростаючого непокори Крістмаса. У віці 18 років, під час сварки Крістмас вбиває його.
- Місіс Мак-Ічерн — названа мати Крістмаса. Намагається захистити його від жорстокого батька, хоча Крістмас ненавидить її й відкидає всі спроби бути доброю до нього.
- Дієтсестра — працювала в сиротинці, де жив Крістмас. Після того як він випадково бачить її з чоловіком в її кімнаті, вона безуспішно намагається, щоб його перевели в негритянський притулок.
- Містер Армстід — людина, яка допомагає Ліні на її шляху до Джефферсон, дає переночувати в своєму будинку, а потім довозить до міста на своєму фургоні.
- Місіс Армстід — дружина Армстіда, дає Ліні грошей, незважаючи на своє презирство до неї.
- Боббі — офіціантка в ресторані в Мемфісі, в яку закохується підліток Крістмас, і пропонує шлюб у ту ж ніч, коли він вбиває свого батька на сільських танцях. Вона висміює цю пропозицію і йде від нього.
- Гевін Стівенз — освічена людина і окружний прокурор, який живе в Джефферсон і викладає свої коментарі на деякі події в кінці роману.
- Персі Грімм — капітан Національної гвардії, який вбиває Крістмаса і каструє його.

## Стиль і структура

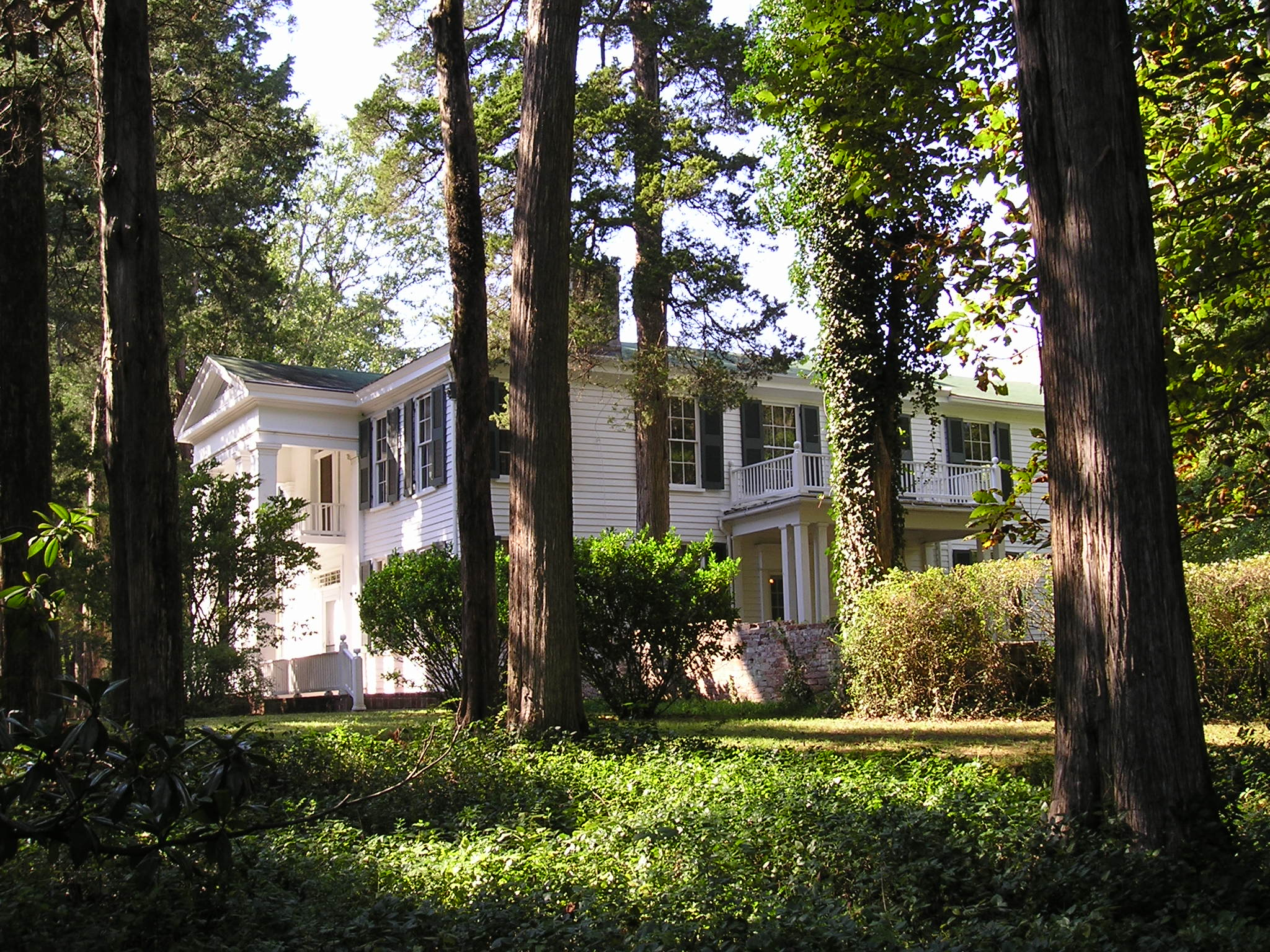
Дім Фолкнера в Оксфорді, де автор написав свій роман, а після випадкової зауваги дружини Естелли змінив початково задуману назву «Темний дім» на «Світло в серпні»

.

## Класовість і релігійність
У «Світлі в серпні», як і в більшості інших романів про Йокнапатофу, йдеться головно про білошкірих бідняків-південців, які борються за виживання в зруйнованій післявоєнній економіці Півдня. Дійові особи — це здебільшого вихідці з нижніх верств, за винятком преподобного Гайтавера і Джоанни Берден. Усіх їх об'єднує бідність і пуританські цінності, які змушують їх дивитися з презирством на неодружену матір — Ліну Гроув. Фолкнер зображує їх пуританські завзяття в негативному світлі, наголошуючи на його обмеженості й агресії, що призвело їх до «деформованості» в їхній боротьбі проти природи.

## Прийняття і сприйняття роману
Уперше опублікований у 1932-му, роман спочатку мав помірний успіх. За цей рік вийшли чотири його видання. Тираж першого становив 11000 примірників, причому ще 1936 року залишалася не проданою значна кількість примірників четвертого видання. У 1935-му Моріс-Едгар Куандро переклав роман французькою мовою. Того ж року опубліковано німецький переклад «Світла в серпні», а також кількох інших романів та оповідань Фолкнера. Ці твори привернули увагу німецької літературної критики, й нацистські цензори схвалили їх, оскільки сприйняли автора як консерватора-аграриста, прихильника боротьби за расову чистоту, однак невдовзі поставили на них заборону. Після Другої світової війни німецькі критики трактували Фолкнера як оптимістичного християнського гуманіста.
Згідно з Майклом Міллгейтом, хоча «Світло в серпні» не прийнято вважати найкращим Фолкнеровим романом, однак його вже на першій порі визнали «видатною книжкою, найважливішою для розуміння й оцінки його письменницького шляху в цілому». Міллгейт стверджує, що свого часу численні американські критики, переважно міські жителі північних штатів, вважаючи Південь відсталим і реакційним, зосереджували увагу передусім на інноваціях Фолкнера в техніці провадження оповіді, але не помічали або нехтували регіональні особливості, а також те, що персонажі й тло дії в різних творах автора взаємопов'язані. Деякі рецензенти, вважаючи ці інновації хибами, давали Фолкнеру поради про те, як поліпшити стиль, і дорікали за європейські модерністські «штучки». Критики, яким не подобалися сцени насильства в романі, зневажливо прозвали його «готичним фентезі», тоді як на Півдні лінчування було повсякденною реальністю. Попри такі закиди, роман стали розглядати позитивно саме завдяки розвиненим у ньому темам насильства та інших вад суспільства, чим він різко контрастував із тодішньою сентименталістською й романтичною літературою Півдня.
У 1998 році американська видавнича компанія «Сучасна бібліотека» (англ. Modern Library) поставила «Світло в серпні» на 54 місце у своєму списку ста найкращих англомовних романів ХХ століття. Журнал «Тайм» зарахував «Світло в серпні» до ста найкращих англомовних романів, написаних у 1923—2005 роках.

## Українські переклади
- Світло в серпні / В. Фолкнер; перекл. з англ.: О. Король. — Київ: Видавництво Жупанського, 2013.— 354 с. ISBN 978-966-2355-38-3